# Villangómez
Pour les articles homonymes, voir Villangómez.
Villangómez est une commune de la province de Burgos dans la communauté autonome de Castille-et-León en Espagne. Elle s'étend sur 38,35 km2 et comptait environ 249 habitants en 2011.

## Historique

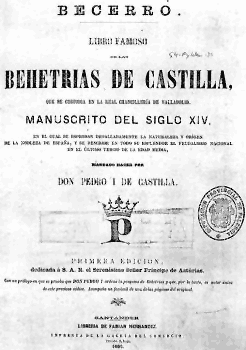